# Trajectoire

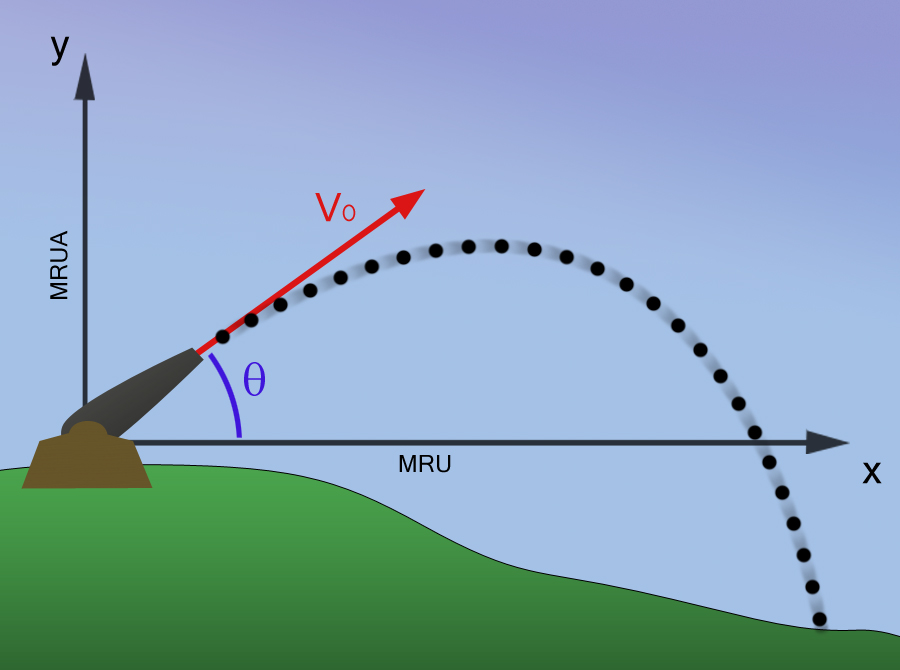
En physique la trajectoire est une ligne décrite après le déplacement d'un mobile en fonction du temps.

En mathématiques et en sciences physiques, la trajectoire est la ligne décrite en fonction du temps, par n'importe quel point d'un système en mouvement, notamment par son centre de gravité.
En biologie et en écologie la même définition s'applique pour les êtres vivants.
En sciences humaines et sociales, une trajectoire est la succession avec l’âge des passages d’un individu d’un état ou d’une position sociale à l’autre.

## Astronomie
En astronomie, la trajectoire, est la courbe que décrit le centre de gravité d'une planète accomplissant sa révolution autour du Soleil, ou d'un satellite naturel autour d'une planète. 
La trajectoire apparente est la ligne que décrit un astre sur le fond du ciel lors de sa révolution, telle que la perçoit un observateur terrestre.

## Écologie
Dans le domaine de l'écologie, on parle de trajectométrie pour signifier l'étude des déplacements des animaux. Ceux-ci peuvent être suivis directement ou équipés d'émetteurs / récepteur GPS ou d'émetteurs VHF.

## Ingénierie
En balistique, la trajectoire est la courbe que décrit le centre de gravité d'un projectile pendant son trajet dans l'espace. Une trajectoire balistique est la phase non propulsée de la trajectoire d'un missile sol-sol.
La discipline ayant pour objet l'étude et la surveillance des trajectoires des missiles et des engins spatiaux est la trajectographie.

## Mathématiques
La trajectoire d'un point est, dans un référentiel, l'ensemble des positions successives occupées par ce point au cours du temps.
On introduit en mathématique le formalisme des arcs paramétrés pour décrire d'une part la trajectoire, d'autre part la façon dont elle est parcourue, ou paramétrage.
Des résultats mathématiques établissent des différences fondamentales entre les trajectoires possibles d'une masse ponctuelle sur différentes surfaces :
- le long d'une ligne, où par exemple une marche aléatoire repasse presque partout presque surement ;
- sur une surface (en deux dimensions), et plus spécifiquement sur un plan, une sphère, un tore ;
- dans un volume au carré

## Mécanique des fluides
En mécanique des fluides la trajectoire est l'ensemble des points successifs parcouru par la particule fluide au cours du temps. Dans un écoulement elle peut être captée par photographie à l'aide de divers artifices (traceurs).
On l'obtient en intégrant le champ de vitesse de l'écoulement (pour retrouver la position et ainsi en déduire la trajectoire) car la vitesse est la variation du vecteur position au cours du temps.
Lorsque l'écoulement est stationnaire (c.-à-d. que les vitesses locales des particules ne varient ni en intensité ni en direction - on dit aussi écoulement permanent) les trajectoires des particules de fluide se superposent aux lignes de courant.

## Physique des particules
Dans le domaine de la physique des particules, la trajectoire désigne le trajet d'une particule élémentaire, ou d'un élément émis à partir d'une source de rayonnement.

## Sciences humaines et sociales
En sciences humaines et sociales, on appelle trajectoire la suite des positions sociales occupées par un individu durant sa vie ou une partie de sa vie. Pour les besoins de l'analyse, les très nombreuses trajectoires différentes des individus d'un groupe sont souvent regroupées en un nombre restreint de trajectoires types. Ces trajectoires sociales diffèrent souvent entre groupes sociaux et leur distribution se modifie au cours du temps. Le plus souvent, les études se concentrent sur un domaine social particulier. Par exemple :
- Trajectoires scolaires : âge et niveau scolaire à l’entrée, lors de redoublements, lors d’interruptions, à la sortie, etc.
- Trajectoires professionnelles ou trajectoires d’emploi : passage d’un statut à l’autre - apprentissage, stages rémunérés ou non, emploi à durée déterminée, à durée indéterminée, emploi indépendant, temps complet, temps partiel, chômage, cessation d’activité, retraite, interruptions diverses (formation, maladie, prison…), changements de profession, d’employeurs, etc.
- Trajectoires résidentielles : succession de logements par type, par composition du ménage, à différents âges, etc.
- Trajectoires de revenu salarial : évolution du salaire, interruptions, etc.
- Trajectoires médicales et de santé, par exemple en exploitant les fichiers de sécurité sociale.

L'étude des trajectoires sociales nécessite le suivi d'individus au cours du temps et ne peut pas être réalisée au moyen d'une succession de collectes indépendantes de données. Les données peuvent être obtenues :
- par enquête transversale, avec des questions sur la vie passée des enquêtés, des employés d'une entreprise, etc.
- par une série d'enquêtes longitudinales (les mêmes individus étant enquêtés à plusieurs reprises)
- au moyen de fichiers, ou par appariement de plusieurs fichiers (fichiers administratifs, notamment).